# SAC-C
SAC-C (de l'espagnol Satelite de Aplicaciones Cientificas-C, Satellite pour applications scientifiques-C)  est un satellite d'observation de la Terre argentin dont l'objectif principal est l'étude des conditions et de la dynamique de l'environnement et de la biosphère terrestre et marine. L'instrument principal est un scanner multi-spectral développé par l'agence spatiale argentine (CONAE). Ce micro satellite d'environ 500 kg emporte également plusieurs charges utiles fournies par la NASA et d'autres agences spatiales. Il est lancé le 21 novembre 2000 par une fusée Delta II. Sa mission d'une durée prévue de 4 ans s'achève en 2013.

## Objectifs scientifiques
Les objectifs  de SAC-C sont :
- Fournir des images multi-spectrales de la Terre pour l'étude de la biosphère et de l'environnement terrestre et maritime
- Contribuer à la mise au point  de nouvelles techniques basées sur le GPS pour l'étude des variations climatiques intra-annuelle et sur le long terme.
- Améliorer notre compréhension du  champ magnétique terrestre et des interactions associées entre la Terre et le Soleil
- Mesurer la relation existant entre la dégradation des composants électroniques et les caractéristiques du rayonnement à haute énergie.

## Déroulement de la mission
Le satellite SAC-C est lancé le 21 novembre 2000 par une fusée Delta II 7320-10 depuis la base de lancement de Vandenberg (Californie). Le lanceur emporte également le satellite américain EO-1. Le satellite est placé sur une orbite héliosynchrone à l'altitude de 707 km avec une inclinaison de 98°. En 2001, à la suite d'un accord passé avec la NASA en 2000,  l'orbite est modifié de manière à travailler avec une constellation de satellites de la NASA formée de Landsat 7, EO-1 et Terra qui tournent dans le même plan orbital. Le satellite quitte la constellation fin juin 2005. En février 2011 le satellite fonctionne toujours avec quelques limitations. Le 15 aout 2013, les communications avec le satellite sont interrompues signant la fin de la mission

## Caractéristiques techniques
SAC-C est un micro-satellite approximativement cylindrique long de 2,4 mètres pour un diamètre de 1,85 mètre en configuration de lancement avant que les panneaux solaires et les antennes soient déployés. Sa masse au lancement est de 485 kg dont 340 kg pour la plateforme, 12,5 kg d'ergols et 104 kg de charge utile. La structure de la plateforme est réalisée en Plastique à renfort fibre de carbone. Deux panneaux solaires utilisant des cellules photoélectriques en arséniure de gallium et d'une superficie de 6,5 m2 fournissent 360 watts en fin de vie. L'énergie est stockée dans deux batteries nickel- hydrogène de 12 ampères-heures capables de restituer 100 watts durant les éclipses.  Le satellite est stabilisé 3 axes avec une précision de pointage de 1,5°. La stabilité de pointage est de 0,1°/s. Le contrôle de l'orientation  utilise 8 propulseurs brûlant de l'hydrazine, deux roues de réaction et perche longue de 8 mètres exerçant une stabilisation par gradient de gravité. La détermination de l'orientation est assurée avec une précision par deux viseurs d'étoiles ASC, deux magnétomètres, un senseur solaire grossiers, deux senseurs d'horizon terrestre et 2 récepteurs DGPS. Les télécommunications se font en bande S (débit maximum de  3,7 mégabits/s) pour les données qui sont stockées dans une mémoire de masse de 768 mégabits et en bande X pour les données télémétriques. Le satellite est conçu pour une durée de vie de 4 ans.

### Instruments
Le satellite emporte 9 instruments dont les principaux sont fournis par l'agence spatiale argentine (CONAE) et les autres par la NASA et d'autres agences spatiales :
- MMRS (Multispectral Medium Resolution Scanner) est l'instrument principal de SAC-C. Il s'agit d'un imageur utilisant une technique de prise de vue "en râteau" ("push broom (en)"). La largeur de la prise de vue est de 360 km. Les images sont prises dans 5 bandes spectrales dont trois en lumière visible et deux dans l'infrarouge. Le capteur long de 2028 pixels permet de disposer d'une résolution comprise entre 175 et 350 mètres. MMRS est fournie par CONAE et a une masse de 22 kg.
- HRTC (High-Resolution Technological Camera) est une caméra panchromatique à haute résolution d'une masse de 8,5 kg dont les images sont utilisées pour faciliter l'interprétation des prises de vue de MMRS. Elle est fournie par CONAE.
- HSC (High Sensitivity Camera) est une petite caméra développée par CONAE destinée à mesurer avec une résolution spatiale de 300 m l'intensité lumineuse côté nuit de plusieurs phénomènes : lumière des villes, feux de forêts, éclairs, aurores polaires.
- Ørsted-2 (Magnetic Mapping Payload) fourni par l'Agence de recherche spatiale danoise (en) est un magnétomètre vectoriel doté de son propre viseur d'étoiles destiné à mesurer avec précision le champ magnétique terrestre
- IST (Italian Star Tracker) est un viseur d'étoiles expérimental développé par l'Agence spatiale italienne
- INES (Italian Navigation Experiment) est un récepteur GPS expérimental développé par l'Agence spatiale italienne utilisé pour des applications géodésiques.
- GOLPE (GPS Occultation and Passive reflection Experiment) est une expérience de la NASA utilisant la réception des signaux GPS pour en déduire le profil de l'atmosphère (densité, pression, température)
- ICARE (Influence of Space Radiation on Advanced Components) est une expérience de l'agence spatiale française, le CNES destinée à étudier l'impact du rayonnement sur les composants électroniques et les matériaux.
- WTE (Whale Tracker Experiment) est une expérience de la CONAE destinée à suivre la migration des baleines de l'espèce Franca Australis grâce à un récepteur GPS et un émetteur radio équipant certaines d'entre elles.